# Saint-Julien-du-Gua
Pour les articles homonymes, voir Saint-Julien.
Saint-Julien-du-Gua [sɛ̃ ʒyljɛ̃ dy ɡa] est une commune française située dans le département de l'Ardèche, en région Auvergne-Rhône-Alpes.

## Géographie

### Situation et description
Saint-Julien-du-Gua est une petite commune à l'aspect essentiellement rural du centre de l'Ardèche. Elle est cependant rattaché à la communauté d'agglomération Privas Centre Ardèche.

### Climat
Pour des articles plus généraux, voir Climat d'Auvergne-Rhône-Alpes et Climat de l'Ardèche.
En 2010, le climat de la commune est de type climat méditerranéen franc, selon une étude du CNRS s'appuyant sur une série de données couvrant la période 1971-2000. En 2020, Météo-France publie une typologie des climats de la France métropolitaine dans laquelle la commune est exposée à un climat de montagne ou de marges de montagne et est dans une zone de transition entre les régions climatiques « Moyenne vallée du Rhône » et « Sud-est du Massif Central ».
Pour la période 1971-2000, la température annuelle moyenne est de 10,1 °C, avec une amplitude thermique annuelle de 16,4 °C. Le cumul annuel moyen de précipitations est de 1 373 mm, avec 8,3 jours de précipitations en janvier et 5,5 jours en juillet. Pour la période 1991-2020, la température moyenne annuelle observée sur la station météorologique de Météo-France la plus proche, « St-Pierreville », sur la commune de Saint-Pierreville à 6 km à vol d'oiseau, est de 11,9 °C et le cumul annuel moyen de précipitations est de 1 393,0 mm,. Pour l'avenir, les paramètres climatiques de la commune estimés pour 2050 selon différents scénarios d'émission de gaz à effet de serre sont consultables sur un site dédié publié par Météo-France en novembre 2022.

### Hydrographie
L'Auzéne, cours d'eau de 22 km, prend sa source à 1 285 mètres sur la commune de Saint-Julien-du-Gua dans la forêt domaniale du Pradou à l'est du mont du Champ de Mars (1 343 m), près d'un lieu-dit le Coin d'Auzéne. Quelques kilomètres après sa source, la première rencontre de cette rivière est un lieu enchanteur la Raille et son moulin. En octobre 2013, les eaux en furie ont dévalé la montagne, enjambant les deux ponts submersibles en faisant rouler d'énormes rochers, jusqu'à l'entrée du moulin : spectacle impressionnant, et effrayant... les deux ponts submersibles devront être reconstruits dans l'été.
Serpentant 22 km au milieu des forêts de hêtres, des prés qui bordent ses rives, et traversé sept communes cette rivière conflue avec l'Eyrieux à Saint-Sauveur-de-Montagut. Au fil de ce voyage, 14 affluents viennent grossir ses eaux. Le Ranchas (1,7 km), le Cheylus (1,1 km) le Ribes (1,9 km), le Pré du Noyer (1,3 km), le Lévéon (1,8 km), le Blanchon (1 km). Six sont uniquement sur la commune du Gua . Fraicheur, beauté de son environnement et petits coins de baignades raviront les promeneurs, tandis que les truites farios feront frétiller les cannes à pêches.

### Lieux-dits, hameaux et écarts
- La Pervenche, la Grézière, la Nicoule, le Théron, Charbonnière et Intres.

## Urbanisme

### Typologie
Au 1er janvier 2024, Saint-Julien-du-Gua est catégorisée commune rurale à habitat très dispersé, selon la nouvelle grille communale de densité à 7 niveaux définie par l'Insee en 2022.
Elle est située hors unité urbaine. Par ailleurs la commune fait partie de l'aire d'attraction de Privas, dont elle est une commune de la couronne,. Cette aire, qui regroupe 24 communes, est catégorisée dans les aires de moins de 50 000 habitants,.

### Occupation des sols
L'occupation des sols de la commune, telle qu'elle ressort de la base de données européenne d’occupation biophysique des sols Corine Land Cover (CLC), est marquée par l'importance des forêts et milieux semi-naturels (94,9 % en 2018), une proportion sensiblement équivalente à celle de 1990 (94,8 %). La répartition détaillée en 2018 est la suivante : 
milieux à végétation arbustive et/ou herbacée (47,6 %), forêts (47,3 %), prairies (5,1 %).
L'évolution de l’occupation des sols de la commune et de ses infrastructures peut être observée sur les différentes représentations cartographiques du territoire : la carte de Cassini (XVIIIe siècle), la carte d'état-major (1820-1866) et les cartes ou photos aériennes de l'IGN pour la période actuelle (1950 à aujourd'hui).

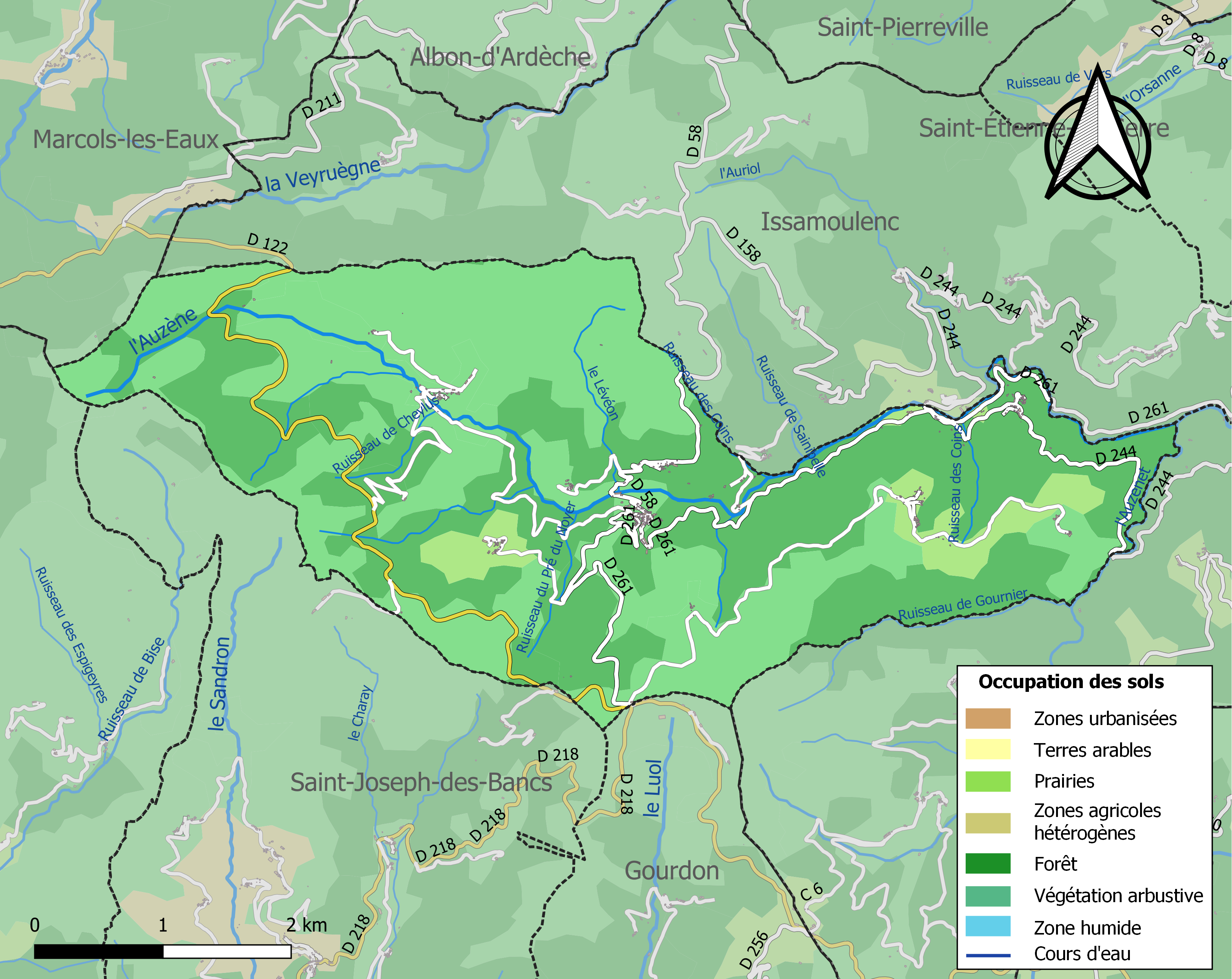
Carte des infrastructures et de l'occupation des sols de la commune en 2018 (CLC).

## Histoire
Saint-Julien-du-Gua est traversée par la mythique épreuve du rallye Monte Carlo (autour du 20 janvier) « Le Moulinon-Antraigues », mais également d'autres variantes, par Saint-Pierreville par exemple. Ce rallye est une source importante d'image et d'argent pour le village car l'épreuve attire plusieurs centaines de milliers de spectateurs. Les coureurs ne sont plus passés depuis 2013. Actuellement, seule l'épreuve historique se dispute sur le parcours de 36 kilomètres.

## Politique et administration

### Liste des maires
| Période                                  | Période                   | Identité         | Étiquette      | Qualité                           |
| ---------------------------------------- | ------------------------- | ---------------- | -------------- | --------------------------------- |
| Les données manquantes sont à compléter. |                           |                  |                |                                   |
| mars 2001                                | mars 2008                 | Marc Hilaire     |                |                                   |
| mars 2008                                | avril 2010                | Olivier Fourniol |                |                                   |
| mai 2010                                 | 2020                      | Denise Nury      | Sans étiquette | Retraitée de la fonction publique |
| 2020                                     | En cours (au 6 août 2020) | Francis Giraud   | Sans étiquette | Éleveur                           |

## Population et société

### Démographie
L'évolution du nombre d'habitants est connue à travers les recensements de la population effectués dans la commune depuis 1793. Pour les communes de moins de 10 000 habitants, une enquête de recensement portant sur toute la population est réalisée tous les cinq ans, les populations de référence des années intermédiaires étant quant à elles estimées par interpolation ou extrapolation. Pour la commune, le premier recensement exhaustif entrant dans le cadre du nouveau dispositif a été réalisé en 2005.

En 2022, la commune comptait 169 habitants, en évolution de −11,05 % par rapport à 2016 (Ardèche : +2,48 %, France hors Mayotte : +2,11 %).
| 1793 | 1800 | 1806 | 1821 | 1831 | 1836 | 1841 | 1846 | 1851 |
| ---- | ---- | ---- | ---- | ---- | ---- | ---- | ---- | ---- |
| 813  | 734  | 753  | 773  | 922  | 878  | 883  | 907  | 915  |

| 1856 | 1861 | 1866 | 1872 | 1876 | 1881 | 1886 | 1891 | 1896 |
| ---- | ---- | ---- | ---- | ---- | ---- | ---- | ---- | ---- |
| 819  | 859  | 815  | 822  | 850  | 885  | 857  | 808  | 834  |

| 1901 | 1906 | 1911 | 1921 | 1926 | 1931 | 1936 | 1946 | 1954 |
| ---- | ---- | ---- | ---- | ---- | ---- | ---- | ---- | ---- |
| 777  | 807  | 736  | 680  | 646  | 617  | 598  | 516  | 467  |

| 1962 | 1968 | 1975 | 1982 | 1990 | 1999 | 2005 | 2006 | 2010 |
| ---- | ---- | ---- | ---- | ---- | ---- | ---- | ---- | ---- |
| 366  | 316  | 262  | 216  | 187  | 174  | 186  | 180  | 160  |

| 2015 | 2020 | 2022 | - | - | - | - | - | - |
| ---- | ---- | ---- | - | - | - | - | - | - |
| 186  | 169  | 169  | - | - | - | - | - | - |

### Enseignement
La commune est rattachée à l'académie de Grenoble.

### Médias
La commune est située dans la zone de distribution de deux organes de la presse écrite :
- L'Hebdo de l'Ardèche

Il s'agit d'un journal hebdomadaire français basé à Valence et couvrant l'actualité de tout le département de l'Ardèche.
- Le Dauphiné libéré

Il s'agit d'un journal quotidien de la presse écrite française régionale distribué dans la plupart des départements de l'ancienne région Rhône-Alpes, notamment l'Ardèche. La commune est située dans la zone d'édition de Privas, Aubenas et de la vallée du Rhône.

### Cultes
L'église (propriété de la commune) et la communauté catholique de Saint-Julien-du-Gua sont rattachées à la paroisse catholique de « Sacré Cœur en Val d’Eyrieux », elle même rattachée au diocèse de Viviers.

## Culture locale et patrimoine

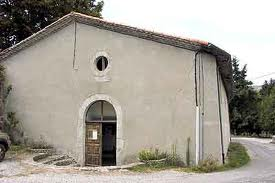
Le temple de La Pervenche.

### Lieux et monuments
- Église Saint-Julien de Saint-Julien-du-Gua.
- Col de la Fayolle au sud du village.
- Temple protestant de la Pervenche.

### Personnalités liées à la commune
- Jean Bernard (1672-1745), prédicateur protestant.
- Henri Manen (1900-1975), pasteur réformé.
- Pierre Bourguet (1902-1984), pasteur réformé.

|  | Saint-Julien-du-Gua possède des armoiries dont l'origine et le blasonnement exact ne sont pas disponibles. |